# Odum
Odum es un pueblo ubicado en el condado de Wayne en el estado estadounidense de Georgia. En el censo de 2000, su población era de 414.

## Demografía
En el 2000 la renta per cápita promedia del hogar era de $37,188, y el ingreso promedio para una familia era de $36,719. El ingreso per cápita para la localidad era de $15,699. Los hombres tenían un ingreso per cápita de $28,250 contra $18,000 para las mujeres.

## Geografía
Odum se encuentra ubicado en las coordenadas 31°39′58″N 82°1′43″O / 31.66611, -82.02861 (31.666072, -82.028622).
Según la Oficina del Censo, la localidad tiene un área total de 5 km² (1,9 mi²), de la cual 5 km² (1,9 mi²) es tierra y 0 km² (0 mi²) (0.00%) es agua.